# Parapatrische soortvorming

De vier vormen van soortvorming: Allopatrische soortvorming, peripatrische soortvorming, parapatrische soortvorming en sympatrische soortvorming.

Parapatrische soortvorming is een bepaalde manier waarop soortvorming plaatsvindt. Parapatrische soortvorming is een begrip uit de biogeografie dat verwijst naar organismen waarvan de verspreidingsgebieden niet opvallend sterk overlappen, maar die direct op elkaar aansluiten. Er bestaat een nauw gebied waarbinnen de organismen samen voorkomen. Deze organismen zijn nauw verwant aan elkaar en vormen zogenaamde zustersoorten. Dit noemt men het resultaat van parapatrische soortvorming.
Deze vorm van soortvorming vindt plaats omdat er veranderingen plaatsvinden in het paarvormingsgedrag van verschillende populaties binnen het verspreidingsgebied, dat op zichzelf een continuüm vormt en niet zoals bij allopatrische soortvorming en (in mindere mate) bij peripatrische soortvorming geografische barrières heeft zoals bergketens of brede rivieren. Er kunnen binnen dit verspreidingsgebied langs een bepaalde milieugradiënt (hoogte, temperatuur, klimaat, vegetatietype etc.) verschillende ecologische niches aanwezig zijn waardoor de kans op paarvorming binnen het totale verspreidingsgebied niet overal hetzelfde is. Paarvorming zal eerder plaatsvinden tussen individuen die zich binnen een bepaalde ecologische niche bevinden. Daardoor ontstaan toch verschillen binnen de populatie als geheel omdat genen binnen een beperkt bereik worden uitgewisseld en de selectiedruk binnen een bepaalde ecologische niche verschilt met die binnen andere niches.